# Convention de l'Union Africaine sur la cybersécurité et la protection des données personnelles
La Convention de l'Union Africaine sur la cybersécurité et la protection des données personnelles, également connue sous le nom de Convention de Malabo, a été adoptée le 27 juin 2014 à Malabo. Cet instrument de coopération continental ne pouvait entrer en vigueur qu'après la ratification par 15 États africains.

## Présentation de la convention
Le projet de convention est la traduction d'une résolution adoptée lors de la dernière Conférence des Chefs d’États et de gouvernements de l'Union Africaine (UA). Il a pour objectif d’harmoniser les législations africaines sur des sujets clés tels que l'organisation du commerce électronique, la protection des données personnelles, la promotion de la cybersécurité, et la lutte contre la cybercriminalité. Dans le cadre des principes de l'Initiative Africaine de la Société de l'Information (AISI) et du Plan d'Action Régional Africain pour l'Économie du Savoir (PARAESJ), cette convention vise à définir les objectifs et les orientations majeures pour la société de l'information en Afrique tout en renforçant les législations des États membres et des Communautés Économiques Régionales (CER) en matière de Technologies de l'information et de la communication (TIC).
Ce projet définit les règles de sécurité nécessaires à la création d’un espace numérique de confiance, répondant ainsi aux principaux obstacles liés à la sécurité qui freinent le développement des transactions numériques sur le continent. Il établit également une cyberéthique continentale en énonçant des principes fondamentaux dans les domaines essentiels de la cybersécurité. En outre, il définit les bases du commerce électronique et met en place des mécanismes pour protéger la vie privée des citoyens, notamment face à la collecte, au traitement, à la transmission, au stockage et à l’utilisation des données personnelles. Enfin, il fixe les lignes directrices pour l’incrimination et la répression de la cybercriminalité.
L’adoption de cette convention permettra de capitaliser sur les expériences africaines et internationales en matière de cyber législation, accélérant ainsi les réformes nécessaires au sein des États et des CERs africains.

## Cadre conceptuel
À partir d'une analyse approfondie de l'environnement juridique et institutionnel des régions de l'Union Africaine, l'objectif de la présente convention est de proposer l'adoption, au niveau de l'Union Africaine, d'un cadre juridique visant à instaurer un environnement de confiance pour la cybersécurité en Afrique. Cela inclut l'organisation des transactions électroniques, la protection des données personnelles, la promotion de la cybersécurité, la gouvernance électronique et la lutte contre la cybercriminalité.

### contexte
Dans un monde marqué par la globalisation des risques, des crimes et des atteintes à la cybersécurité, l’Afrique est menacée par la fracture sécuritaire qui, en raison du risque sécuritaire non maîtrisé, accroit la dépendance technologique des individus, des organisations et des États aux systèmes informatiques et aux réseaux qui contrôleraient leurs besoins et moyens de sécurité des technologies de l’information. Les États africains ont un réel besoin de stratégies innovantes de politique criminelle combinant les réponses étatiques, sociétales et techniques pour créer un environnement juridique de confiance pour la cybersécurité. Toutefois force est de constater que la plupart des États ne disposent pas des outils de communication intégrant des moyens suffisants et nécessaires à la réalisation ou à la garantie d’un niveau minimal de sécurité ni les ressources humaines aptes à concevoir et à créer un cadre juridique de confiance. Les systèmes informatiques mis en réseau sont des ressources accessibles à distance et deviennent des cibles potentielles des cyberattaques qui portent atteintes à la  Commission de l’UA, 2014. capacité à traiter, sauvegarder, communiquer le capital informationnel, aux valeurs immatérielles et aux symboles, aux processus de production ou de décision de ceux qui les possèdent avec des conséquences sur la sécurité et la pérennité des États et des organisations. Aujourd’hui il devient urgent en Afrique plus que partout ailleurs de mettre à la disposition des individus, des organisations, ainsi que des États des mesures, procédures et outils qui autorisent une meilleure gestion des risques technologique, informationnel et juridique. Les enjeux de la maîtrise des risques technologiques sont importants et sont à appréhender de manière globale au niveau international en intégrant dans la démarche sécuritaire l’ensemble des États membres de l’Union et ce, dans le respect des droits fondamentaux des personnes et des États. Des efforts certains de protection juridique (nationale, communautaire et internationale) sont notés. Ainsi la CEA a initié un important projet d’harmonisation en coopération avec les autorités de l’UEMOA et de la CEDEAO. Les autres Communautés Économiques Régionales s’inscrivent dans la même dynamique au moment où des États adoptent de plus en plus des législations sur la cybersécurité et les TIC en général. L’UIT a également produit un guide sur la cybersécurité à l’attention des pays en développement. La présente convention prolonge et renforce cette dynamique et permet un saut qualitatif important en donnant corps à la volonté politique.

### Enjeux et défis
La cybersécurité soulève des enjeux à la fois multiples et complexes à l’aune desquels se mesure l’ampleur des défis. La pluralité des enjeux est telle qu’elle dicte la prise en compte de ses multiples dimensions, scientifique, technologique, économique et financière, politique et socioculturelle. L’interaction entre ces dimensions renforce la complexité de la cybersécurité qui se manifeste à plusieurs niveaux : La sécurité informationnelle touche à la sécurité du patrimoine numérique et culturel des individus, des organisations et des nations ; La vulnérabilité dans le fonctionnement normal des Institutions peut compromettre la pérennité et la souveraineté des États ;  La prise en charge de la cybersécurité requiert une volonté politique clairvoyante pour définir et réaliser une stratégie de développement des infrastructures et services du numérique (e-services), et de l’articuler avec une stratégie pluridisciplinaire de la cybersécurité cohérente, efficace et contrôlable. Les principaux défis qui interpellent les États de l’Union Africaine consistent principalement dans la nécessité :  D’obtenir un niveau de sécurité technologique suffisant pour prévenir et maîtriser les risques technologique et informationnel ;  D’édifier une société de l’information respectueuse des valeurs, protectrice des droits et libertés, garantissant la sécurité des biens des personnes, des organisations et des nations ;  De contribuer à l’économie du savoir en garantissant un accès égal à l’information, en stimulant la création de savoirs conformes ; Decréer un environnement de confiance qui soit : Prévisible en termes de prévention et règlements des différends et évolutif parce que tenant compte de l’évolution technologique continue ; Organisé en couvrant tous les secteurs pertinents ; 2014. Protecteur des consommateurs et de la propriété intellectuelle (civile et pénale), des citoyens, des organisations, des nations ; Sécurisé en réalisant une parfaite adéquation sécurité juridique et sécurité technologique ;  Intégré à l’ordre international en assurant une bonne articulation entre les échelons national, régional et mondial.

### Objet et finalité
les L’objet de la convention sur la cybersécurité vise à contribuer à préserver les forces et moyens organisationnels, humains, financiers, technologiques et informationnels, dont disposent les institutions, pour réaliser leurs objectifs. Elle englobe le traitement de la cybercriminalité et de la cybersécurité au sens strict mais ne se limite pas uniquement à cet aspect ; elle concerne des éléments importants des transactions électroniques et de la protection des données à caractère personnel. Elle a une finalité éminemment protectrice en ce qu’elle vise à protéger :  les institutions contre les menaces et les préjudices pouvant mettre en péril leur pérennité et leur efficacité ;  les droits des personnes lors de la collecte, le traitement des données contre les menaces et les préjudices pouvant les affecter. Elle vise également à :  limiter les atteintes ou dysfonctionnements institutionnels induits, en cas de sinistre ;  autoriser le retour à un fonctionnement normal à des coûts et des délais raisonnables ; mettre en place des mécanismes juridiques et institutionnels susceptibles de garantir l’exercice normal des droits humains dans le cyberespace.

### Orientations stratégiques
La présente convention pose un dispositif juridique basé sur cinq orientations stratégiques suivantes :  elle exprime les options d’une politique de cybersécurité à l’échelle de l’Union Africaine ;  elle pose les bases d’une cyberéthique à l’échelle de l’Union Africaine en énonçant des principes fondamentaux dans les principaux domaines de la cybersécurité ;  Elle organise les transactions électroniques, la signature électronique et la publicité par voie électronique ;  Elle organise le cadre juridique et institutionnel de la protection des données à caractère personnel ; Elle consacre les bases d’un cyberdroit pénal et d’une procédure pénale adaptée au traitement de la cybercriminalité.

## Mise en œuvre
Le 8 juin 2023, la Convention de Malabo est entrée en vigueur 30 jours après la ratification de la Mauritanie en tant que 15e État membre à remplir l'article 36 de la Convention de Malabo.

## Liste des pays signataires et ratifiés
Vous trouverez ci-dessous la liste des pays qui ont signé et ratifié la Convention de l'Union africaine (UA) sur la cybersécurité et la protection des données personnelles.
| No. | Pays                                    | Date de signature | Date de ratification | Date de dépôt |
| --- | --------------------------------------- | ----------------- | -------------------- | ------------- |
| 1   | Algeria                                 | –                 | –                    | –             |
| 2   | Angola                                  | –                 | 21/02/2020           | 11/05/2020    |
| 3   | Benin                                   | 28/01/2015        | –                    | –             |
| 4   | Botswana                                | –                 | –                    | –             |
| 5   | Burkina Faso                            | –                 | –                    | –             |
| 6   | Burundi                                 | –                 | –                    | –             |
| 7   | Cameroon                                | 12/08/2021        | –                    | –             |
| 8   | Central African Republic                | –                 | –                    | –             |
| 9   | Cape Verde                              | –                 | 13/11/2020           | 05/02/2022    |
| 10  | Chad                                    | 14/06/2015        | –                    | –             |
| 11  | Côte d’Ivoire                           | –                 | 08/03/2023           | 03/04/2023    |
| 12  | Comoros                                 | 29/01/2018        | –                    | –             |
| 13  | Republic of the Congo                   | 12/06/2015        | 24/09/2020           | 23/10/2020    |
| 14  | Djibouti                                | 12/05/2023        | –                    | –             |
| 15  | Democratic Republic of the Congo        | –                 | –                    | –             |
| 16  | Egypt                                   | –                 | –                    | –             |
| 17  | Equatorial Guinea                       | –                 | –                    | –             |
| 18  | Eritrea                                 | –                 | –                    | –             |
| 19  | Ethiopia                                | –                 | –                    | –             |
| 20  | Gabon                                   | –                 | –                    | –             |
| 21  | Gambia                                  | 02/12/2022        | –                    | –             |
| 22  | Ghana                                   | 04/07/2017        | 13/05/2019           | 03/06/2019    |
| 23  | Guinea-Bissau                           | 31/01/2015        | –                    | –             |
| 24  | Guinea                                  | –                 | 31/07/2018           | 16/10/2018    |
| 25  | Kenya                                   | –                 | –                    | –             |
| 26  | Libya                                   | –                 | –                    | –             |
| 27  | Lesotho                                 | 30/11/2023        | –                    | –             |
| 28  | Liberia                                 | –                 | –                    | –             |
| 29  | Madagascar                              | –                 | –                    | –             |
| 30  | Mali                                    | –                 | –                    | –             |
| 31  | Malawi                                  | –                 | –                    | –             |
| 32  | Morocco                                 | –                 | –                    | –             |
| 33  | Mozambique                              | 29/06/2018        | 02/12/2019           | 21/01/2020    |
| 34  | Mauritania                              | 26/02/2015        | 19/04/2023           | 09/05/2023    |
| 35  | Mauritius                               | –                 | 06/03/2018           | 14/03/2018    |
| 36  | Namibia                                 | –                 | 25/01/2019           | 01/02/2019    |
| 37  | Nigeria                                 | 23/01/2024        | –                    | –             |
| 38  | Niger                                   | –                 | 22/02/2022           | 16/03/2022    |
| 39  | Rwanda                                  | 16/04/2019        | 14/11/2019           | 21/11/2019    |
| 40  | South Africa                            | 16/02/2023        | –                    | –             |
| 41  | République arabe sahraouie démocratique | –                 | –                    | –             |
| 42  | Senegal                                 | –                 | 03/08/2016           | 16/08/2016    |
| 43  | Seychelles                              | –                 | –                    | –             |
| 44  | Sierra Leone                            | 29/01/2016        | –                    | –             |
| 45  | Somalia                                 | –                 | –                    | –             |
| 46  | South Sudan                             | –                 | –                    | –             |
| 47  | Sao Tome and Principe                   | 29/01/2016        | 25/09/2023           | 15/02/2024    |
| 48  | Sudan                                   | 15/03/2023        | –                    | –             |
| 49  | Eswatini                                | –                 | –                    | –             |
| 50  | Tanzania                                | –                 | –                    | –             |
| 51  | Togo                                    | 02/04/2019        | 30/09/2021           | 19/10/2021    |
| 52  | Tunisia                                 | 23/04/2019        | –                    | –             |
| 53  | Uganda                                  | –                 | –                    | –             |
| 54  | Zambia                                  | 29/01/2016        | 15/12/2020           | 24/03/2021    |
| 55  | Zimbabwe                                | –                 | –                    | –             |